# Golica Bielska
Golica Bielska (niem. Spitzenstein, słow. Belianska holica, węg. Tar-kő) – wznoszący się na 1981 m n.p.m. skalisty wierzchołek w grani Jatek Bielskich (fragmencie grani głównej Tatr Bielskich) w słowackich Tatrach Bielskich. Jest to pierwsze wybitniejsze wzniesienie po zachodniej stronie Bujaczej Przełęczy (1912 m). Golica wraz z dwoma sąsiednimi na wschód wierzchołkami Skrajnych Jatek (2012 m) tworzy charakterystyczną trójwierzchołkową koronę dobrze widoczną z południowej strony. Na stronę tę opada z Golicy Bielskiej szeroka trawiasta grzęda do Doliny Przednich Koperszadów. Oddziela ona Strażkowski Żleb od Wspólnej Pastwy. Od północnej strony stoki Golicy to łagodnie opadający trawnik, stromo podcięty ścianą Małego Koszara.
Władysław Cywiński przypuszcza, że dawniej Skrajne Jatki były trzywierzchołkowe, zaś nazwę Golica Bielska wprowadził Witold Henryk Paryski w 24 tomie swojego przewodnia Tatry. Pierwotnie słowacka nazwa Holica zapewne dotyczyła wielkiego upłazu na północnych zboczach.
Południowa grzęda Golicy Bielskiej tworzy granicę zlewni Potoku spod Kopy.

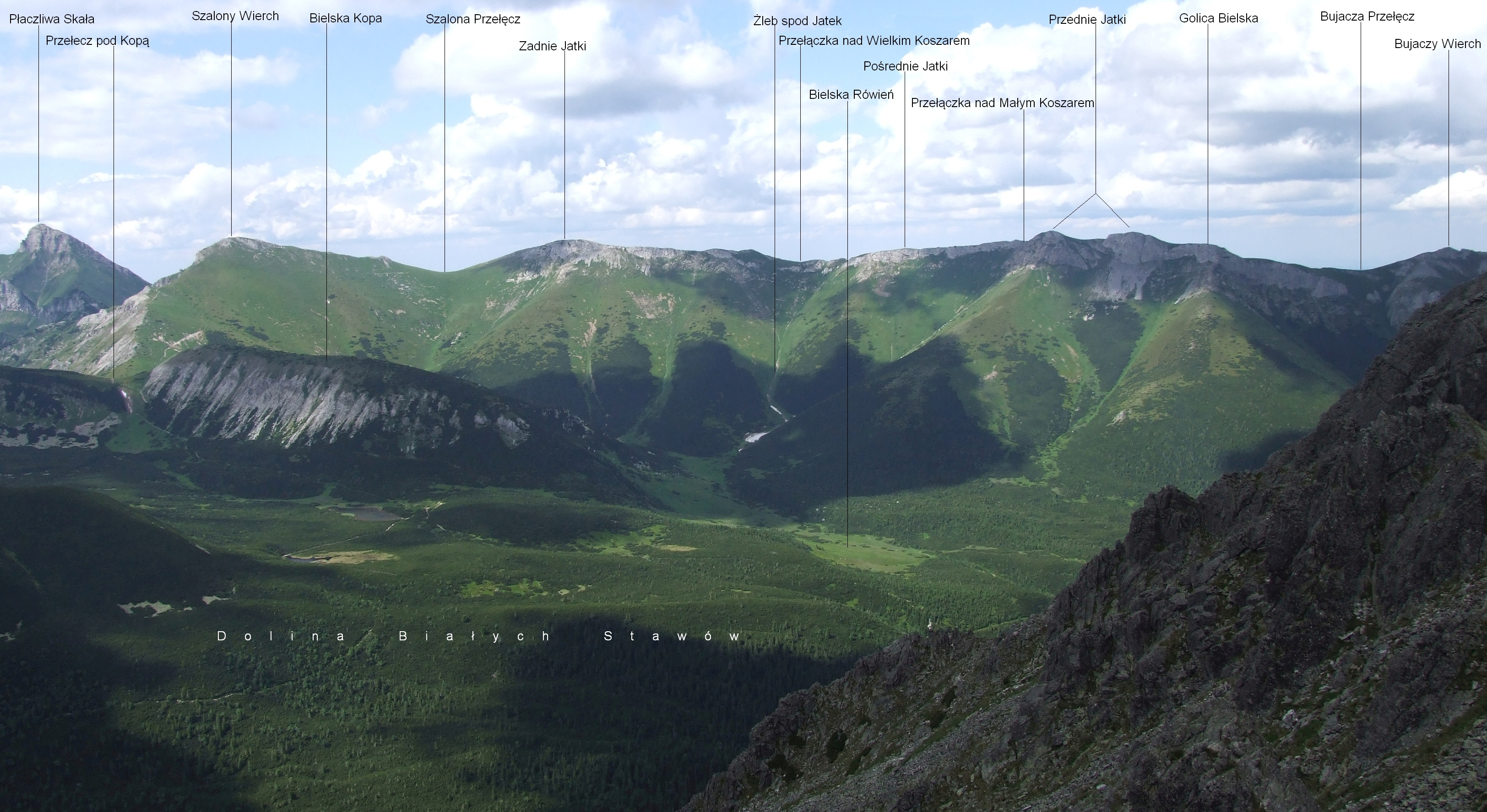
Grań wschodniej części Tatr Bielskich
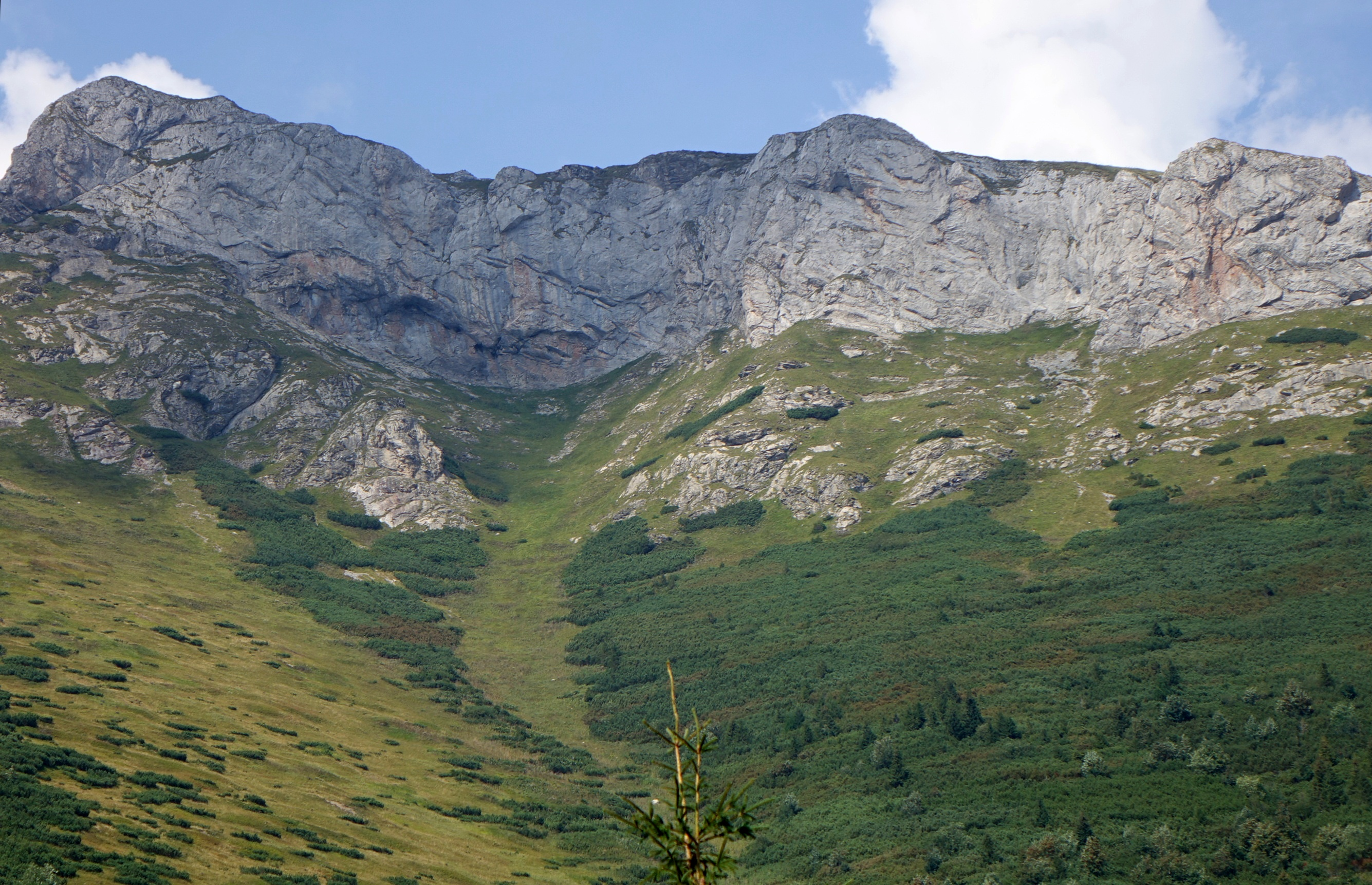
Widok ze Wspólnej Pastwy